# 식물 상징주의
다양한 민속 문화와 전통은 식물에 상징적인 의미를 부여한다. 세대가 지날수록 전통적인 것들에 점점 멀어지는 사람들이 많아지면서 의미를 이해하는 사람들이 줄었지만 일부는 살아남았으며, 오래된 사진이나 노래와 글에서 언급되어 있다. 종종 새로운 상징이 생기기도 하는데, 영국에서 가장 유명한 것으로 붉은 양귀비가 전쟁 중에 타락한 것을 기념하는 상징으로 등장했다.
| 식물              | 의미                                                     | 지역 및 문화권 |
| 아스파라거스 단풍 | 매혹                                                     | 유럽           |
| 대나무            | 장수, 힘, 은혜                                           | 중국           |
| 녹색 버드나무     | 거짓 사랑                                                | 영국           |
| 상추              | 절대 포기하지마                                          | 서유럽         |
| 겨우살이          | 폭력을 사용할 수 없는 만남의 장소를 나타내는데 사용된다. | 드루이드       |

| 꽃                      | 꽃                            | 의미                                                                                       |
| ----------------------- | ----------------------------- | ------------------------------------------------------------------------------------------ |
| 아카시아                | 장미 또는 하양                | 은밀한 사랑                                                                                |
| 아카시아                | 노랑                          | 우아                                                                                       |
| 아칸서스                | 아칸서스                      | 예술                                                                                       |
| Agrimony                | Agrimony                      | 고마움, 감사                                                                               |
| 부추                    | 부추                          | 인내, 행운, 번영, 화합                                                                     |
| 알로에                  | 알로에                        | 고통                                                                                       |
| 아몬드                  | 아몬드                        | 약속                                                                                       |
| 아마란스 (Globe)        | 아마란스 (Globe)              | 불멸의 사랑                                                                                |
| 아마란스                | 아마란스                      | 불멸                                                                                       |
| 아마릴리스              | 아마릴리스                    | 자부심                                                                                     |
| Ambrosia                | Ambrosia                      | 사랑은 보답받는다                                                                          |
| 아네모네                | 아네모네                      | 버림받은, 병, 기대, 불멸의 사랑                                                            |
| Angrec                  | Angrec                        | 왕족                                                                                       |
| 국화                    | 국화                          | 환대, 행복, 풍요                                                                           |
| 사과 꽃                 | 사과 꽃                       | 우선권                                                                                     |
| Arborvitae              | Arborvitae                    | 영원한 우정                                                                                |
| Arbutus                 | Arbutus                       | 당신은 내가 사랑하는 유일한 사람                                                           |
| Arum                    | Arum                          | 믿음, 순결                                                                                 |
| 아스포델                | 아스포델                      | 후회는 무덤을 따라간다                                                                     |
| Aster                   | Aster                         | 사랑의 상징, 고상함, 사랑의 부적, 신뢰                                                     |
| 진달래                  | 진달래                        | 돌봄, 절제, 깨지기 쉬운, 감사, 열정, 중국 여성                                             |
| Baby's breath           | Baby's breath                 | 순결, 마음의 순결                                                                          |
| Bachelor's button       | Bachelor's button             | 행복하거나 축복받은 독신, 행운, 부유함                                                     |
| Balm                    | Balm                          | 공감                                                                                       |
| 봉숭아                  | 봉숭아                        | 열렬한 사랑                                                                                |
| Balsamine               | Balsamine                     | 조바심                                                                                     |
| 바질                    | 바질                          | 성공                                                                                       |
| Bay wreath              | Bay wreath                    | 영광                                                                                       |
| 베고니아                | 베고니아                      | 기발한, 자연을 조심하세요                                                                  |
| 캄파뉼라                | 캄파뉼라                      | 흔들리지 않는 사랑                                                                         |
| Bells of Ireland        | Bells of Ireland              | 행운                                                                                       |
| Bird's-foot trefoil     | Bird's-foot trefoil           | 복수                                                                                       |
| Bird of paradise flower | Bird of paradise flower       | 자유, 웅대함, 좋은 전망, 즐거움, 신실함(남자가 여자에게 줄 때)                             |
| Black-eyed Susan        | Black-eyed Susan              | 정의                                                                                       |
| Blackthorn              | Blackthorn                    | 운명, 보호, 역경에 대한 희망, 행운                                                         |
| Bluebell                | Bluebell                      | 충성, 불변성, 겸손 및 감사                                                                 |
| Box                     | Box                           | 불변                                                                                       |
| Borage                  | Borage                        | 용기                                                                                       |
| Bouvardia               | Bouvardia                     | 열광                                                                                       |
| Broom                   | Broom                         | 겸손                                                                                       |
| Bulrush                 | Bulrush                       | 온순                                                                                       |
| Bumblebee Orchid        | Bumblebee Orchid              | 산업                                                                                       |
| Buttercup               | Buttercup                     | 부                                                                                         |
| Cabbage                 | Cabbage                       | 이익                                                                                       |
| Calla Lily              | Calla Lily                    | 웅대함과 아름다움                                                                          |
| Camellia                | Camellia                      | 전례없는 우수성                                                                            |
| Campanula               | Campanula                     | 감사                                                                                       |
| Canterbury Bells        | Canterbury Bells              | 감사                                                                                       |
| 카네이션                | 일반                          | 매혹, 구별, 사랑                                                                           |
| 카네이션                | 빨강                          | 깊고 낭만적인 사랑, 열정                                                                   |
| 카네이션                | 초록                          | 오스카 와일드 추종자들의 비밀 상징                                                         |
| 카네이션                | 하양                          | 달콤하고 사랑스러움, 무죄, 순수한 사랑, 신실함                                             |
| 카네이션                | 분홍                          | 여자의 사랑, 엄마의 사랑                                                                   |
| 카네이션                | 노랑                          | 거정, 경멸, 실망                                                                           |
| 카네이션                | 보라                          | 변덕스러운, 이상한, 변하기 쉬운, 신뢰성                                                    |
| 카네이션                | 연보라                        | 환상의 꿈                                                                                  |
| 카네이션                | 줄무늬                        | 거절                                                                                       |
| 카네이션                | 단색                          | 예, 긍정적                                                                                 |
| Celandine               | Celandine                     | 오는 기쁨                                                                                  |
| 벚꽃                    | 벚꽃                          | 좋은 교육                                                                                  |
| 벚꽃                    | 벚꽃                          | 일시적인 삶, Mono no aware, Wabi-sabi, 온화함, 친절함 (일본)                               |
| 벚꽃                    | 벚꽃                          | 여성의 아름다움 (중국)                                                                     |
| 밤나무                  | 밤나무                        | 나를 정의해줘, 순결                                                                        |
| China aster             | China aster                   | 다양성, 충실한 사랑                                                                        |
| 국화                    |                               |                                                                                            |
| 기본                    | 충실함, 낙관주의, 기쁨과 장수 |                                                                                            |
| 빨강                    | 사랑                          |                                                                                            |
| 노랑                    | 약한 사랑                     |                                                                                            |
| 하양                    | 진실함, 충성스러운 사랑       |                                                                                            |
| Cinquefoil              | Cinquefoil                    | 사랑하는 딸                                                                                |
| Clovenlip Toadflax      | Clovenlip Toadflax            | 내 사랑을 알아차리세요/당신에 대한 감정                                                    |
| Clove                   | Clove                         | 영원한 사랑                                                                                |
| Clover                  | 빨강                          | 산업                                                                                       |
| Clover                  | 하양                          | 약속할게요                                                                                 |
| Columbine               | Columbine                     | 속인 연인의 상징, 감사, 불신                                                               |
| Coreopsis               | Coreopsis                     | 항상 명랑                                                                                  |
| Coriander               | Coriander                     | 색욕                                                                                       |
| Cowslip                 | Cowslip                       | 마음을 이끄는 우아함                                                                       |
| Creeping Willow         | Creeping Willow               | 버림받은 사랑                                                                              |
| 크로커스                | 크로커스                      | 젊음의 기쁨, 사랑, 남용하지 말것, 루페르칼리아 (발렌타인 데이)                             |
| 사이프러스              | 사이프러스                    | 죽음, 애통, 절망, 슬픔.                                                                    |
| Daffodil                | Daffodil                      | 불확실성, 기사도, 존중 또는 보답없는 사랑은 내 애정을 돌려줍니다. 새로운 시작              |
| Dahlia                  | Dahlia                        | 우아함과 존엄성                                                                            |
| Black Dahlia            | Black Dahlia                  | 배신과 정직하지 못한                                                                       |
| 데이지                  | 일반                          | 순수, 충성스러운 사랑, 순결, 믿음, 환호, 단순성; 또는, 셰익스피어 햄릿에서처럼 해체하는 것 |
| 데이지                  | 빨강                          | 소유주에게 알려지지 않은 아름다움                                                          |
| 민들레                  | 민들레                        | 어려움 극복                                                                                |
| 참제비고깔 (델피늄)     | 참제비고깔 (델피늄)           | 경솔, 재미, 관대함, 열정적인 애착, 기쁨                                                    |
| Dill                    | Dill                          | 열정                                                                                       |
| Eglantine rose          | Eglantine rose                | 상처 치유                                                                                  |
| Edelweiss               | Edelweiss                     | 헌신, 용기                                                                                 |
| Elderflower             | Elderflower                   | 측은히 여김                                                                                |
| Fennel                  | Fennel                        | 힘; 셰익스피어의 햄릿에서와 같이,                                                          |
| Fern                    | Fern                          | 마술, 마법, 자신감, 성실 및 보호                                                           |
| Forget-me-not           | Forget-me-not                 | 진정한 사랑, 나를 잊지마세요                                                               |
| Foxglove                | Foxglove                      | 불안정                                                                                     |
| Freesia                 | Freesia                       | 순수, 사려                                                                                 |
| Fungus                  | Fungus                        | 쾌활, 외로움, 쓸쓸함, 혐오                                                                 |
| Gardenia                | Gardenia                      | 은밀한 사랑, 기쁨, 달콤한 사랑, 행운                                                       |
| Geranium                | Geranium                      | 은밀한 사랑, 기쁨, 달콤한 사랑, 행운                                                       |
| Gladiolus               | Gladiolus                     | 인격, 명예, 신념의 힘                                                                      |
| Goldenrod               | Goldenrod                     | 격려                                                                                       |
| Gorse                   | Gorse                         | 사계절의 사랑                                                                              |
| Hawthorn                | Hawthorn                      | 희망, 다산                                                                                 |
| Heather                 | 보라                          | 고독, 아름다움, 감탄                                                                       |
| Heather                 | 하양                          | 보호                                                                                       |
| Heliotrope              | Heliotrope                    | 헌신                                                                                       |
| 히비스커스              | 히비스커스                    | 희귀하고 섬세한 아름다움                                                                   |
| Hollyhock               | Hollyhock                     | 야망                                                                                       |
| Honeysuckle             | Honeysuckle                   | 헌신적인 애정, 사랑의 유대                                                                 |
| Houseleek               | Houseleek                     | 가정 관리                                                                                  |
| 히아신스                |                               |                                                                                            |
| 파랑                    | 불변                          |                                                                                            |
| 보라                    | 슬픔; 나를 용서해주세요       |                                                                                            |
| 빨강, 분홍              | 농담                          |                                                                                            |
| 하양                    | 사랑스러움                    |                                                                                            |
| 노랑                    | 질투                          |                                                                                            |
| Hyssop                  | Hyssop                        | 청결, 희생                                                                                 |
| Hydrangea               | Hydrangea                     | 냉정함, 무정함; 이해해주셔서 진심으로 감사합니다                                           |
| Iris                    |                               |                                                                                            |
| 일반                    | 달변, 좋은 소식               |                                                                                            |
| 파랑                    | 믿음, 희망                    |                                                                                            |
| 보라                    | 지혜, 칭찬                    |                                                                                            |
| 노랑                    | 열정                          |                                                                                            |
| 하양                    | 순결                          |                                                                                            |
| Ivy                     | Ivy                           | 의존, 인내, 충실                                                                           |
| Jasmine                 | Jasmine                       | 무조건적이고 영원한 사랑, 금전적인 부 (필리핀과 힌두교에서)                                |
| Jonquil                 | Jonquil                       | 내 애정을 돌려줘                                                                           |
| Larkspur                | Larkspur                      | 경솔, 가벼움; 변덕, 거만                                                                   |
| Laurel                  | Laurel                        | 야망, 성공, 명성                                                                           |
| Laurestine              | Laurestine                    | 표시                                                                                       |
| Lavender                | Lavender                      | 행복, 사랑, 헌신, 평화, 불신                                                               |
| Lemon blossom           | Lemon blossom                 | 신중                                                                                       |
| Lilac                   | 보라                          | 첫 사랑                                                                                    |
| Lilac                   | 하양                          | 젊음의 결백, 겸손                                                                          |
| Lily                    | 하양                          | 순결                                                                                       |
| Lily                    | scarlet                       | 고상한 포부                                                                                |
| Lily                    | orange                        | 욕망, 열정; 증오                                                                           |
| Lily of the valley      | Lily of the valley            | 달콤함, 겸손, 행복을 돌려주는 것, 신뢰                                                     |
| Lime blossom            | Lime blossom                  | 간음                                                                                       |
| Lobelia                 | Lobelia                       | 악의                                                                                       |
| Lotus                   | Lotus                         | 순결, 순결 및 달변; 갱생                                                                   |
| Love lies bleeding      | Love lies bleeding            | 가망 없음                                                                                  |
| Magnolia                | Magnolia                      | 자연의 사랑                                                                                |
| Mallow                  | Mallow                        | 사랑에 의해 소비                                                                           |
| Marigold                | Marigold                      | 고통과 슬픔                                                                                |
| Mayflower               | Mayflower                     | 어서 오십시오                                                                              |
| Meadowsweet             | Meadowsweet                   | 아름다움, 행복, 평화, 보호                                                                 |
| Mignonette              | Mignonette                    | 가치                                                                                       |
| Mint                    | Mint                          | 의혹                                                                                       |
| Moonflower              | Moonflower                    | 사랑의 꿈                                                                                  |
| Morning glory           | Morning glory                 | 헛된 사랑; 애정                                                                            |
| Mullein                 | Mullein                       | 좋은 자연                                                                                  |
| Myrtle                  | Myrtle                        | 결혼 생활에서 행운과 사랑                                                                  |
| Narcissus               | Narcissus                     | 보답없는 사랑, 이기심                                                                      |
| Nasturtium              | Nasturtium                    | 애국심, 정복                                                                               |
| Nettle (stinging)       | Nettle (stinging)             | 삶과 죽음, 보호 셰익스피어의 햄릿에서 처럼                                                 |
| Oak leaf                | Oak leaf                      | Strength                                                                                   |
| Oats                    | Oats                          | 음악                                                                                       |
| 올리브                  | 올리브                        | 평화                                                                                       |
| 오렌지 꽃               | 오렌지 꽃                     | 행운이 있길, 결혼생활에서 행운이 있길                                                      |
| 난초                    | 난초                          | 세련된 아름다움                                                                            |
| Ox-eye daisy            | Ox-eye daisy                  | 인내                                                                                       |
| 팬지                    | 팬지                          | 사려 깊음, 추억                                                                            |
| 복숭아꽃                | 복숭아꽃                      | 장수, 관대함, 신부의 희망                                                                  |
| 배꽃                    | 배꽃                          | 영원한 우정                                                                                |
| 작약                    | 작약                          | 수치심, 수줍음, 분노                                                                       |
| 작약                    | 작약                          | 번영, 명예 (중국)                                                                          |
| 작약                    | 작약                          | 남성성, 용기 (일본)                                                                        |
| Peruvian Lily           | Peruvian Lily                 | 부, 재산, 번영, 우정                                                                       |
| Phlox                   | Phlox                         | 조화                                                                                       |
| Pitch pine blossom      | Pitch pine blossom            | 철학                                                                                       |
| 매화                    | 매화                          | 아름다움과 장수                                                                            |
| Plumeria                | Plumeria                      | 완벽, 봄, 새로운 시작                                                                      |
| Primrose                | Primrose                      | 영원한 사랑                                                                                |
| Protea                  | Protea                        | 용기, 변화, 대담함, 지략, 다양성                                                           |
| Poppy                   | general                       | 영면, 망각, 상상                                                                           |
| Poppy                   | 빨강                          | 즐거움, 희생, 추억                                                                         |
| Poppy                   | 하양                          | 위로, 꿈, 현대, 평화                                                                       |
| Poppy                   | 노랑                          | 부, 성공                                                                                   |
| Queen Anne's Lace       | Queen Anne's Lace             | 천국, 성역; 복잡함, 섬세함                                                                 |
| Rainflower              | Rainflower                    | 나도 너를 사랑해, 나는 나의 죄를 속죄해야 합니다, 나는 당신을 절대 잊지 않을 것입니다.     |
| Rhododendron            | Rhododendron                  | 경고, 조심                                                                                 |
| 장미                    | 빨강                          | 진실한 사랑                                                                                |
| 장미                    | 파랑                          | 불가사의, 불가능한 것을 이루다, 첫눈에 반하다                                              |
| 장미                    | 꽃봉오리                      | 아름다움, 순수, 사랑, 젊음                                                                 |
| 장미                    | 하양                          | 침묵 또는 순수함, 미련, 미덕, 순결, 비밀, 존경과 겸손                                      |
| 장미                    | 말린 흰 장미                  | 슬픔                                                                                       |
| 장미                    | 검정                          | 죽음, 증오, 절망, 슬픔, 미스터리, 위험, 집착                                               |
| 장미                    | 노랑                          | 우정, 사과, 강렬한 감정, 불멸의 사랑; 극도의 배신, 실연, 부정, 질투                        |
| 장미                    | 분홍                          | 은혜                                                                                       |
| 장미                    | 진분홍                        | 은혜                                                                                       |
| 장미                    | 연분홍                        | 욕망, 열정, 삶의 기쁨, 젊음, 에너지 energy                                                 |
| 장미                    | 진한 빨강                     | Unconscious beauty                                                                         |
| 장미                    | 산호 또는 주황                | 욕망, 열정                                                                                 |
| 장미                    | 보라                          | 첫눈에 반한 사랑                                                                           |
| 장미                    | 빨강+하양                     | United                                                                                     |
| 장미                    | 빨강+노랑                     | 기쁨, 행복과 흥분                                                                          |
| 장미                    | 가시가 없음                   | 첫눈에 반하다                                                                              |
| Rosemary                | Rosemary                      | 추억                                                                                       |
| Rue                     | Rue                           | 후회, 슬픔, 회개                                                                           |
| Sage                    | Sage                          | 건강, 지혜, 존경                                                                           |
| Sensitive plant         | Sensitive plant               | 감수성, 겸손함                                                                             |
| Shamrock                | Shamrock                      | 행운을 빈다                                                                                |
| Snapdragon              | Snapdragon                    | 친절함, strength, 기만                                                                     |
| 설강화                  | 설강화                        | 위로 또는 희망                                                                             |
| Speedwell               | Speedwell                     | 여행, 친절, 충성, 보호                                                                     |
| Star of Bethlehem       | Star of Bethlehem             | 속죄, 화해                                                                                 |
| Straw                   | Straw                         | United                                                                                     |
| Statice                 | Statice                       | 기억, 동정, 성공                                                                           |
| Sticky Catchfly         | Sticky Catchfly               | Invitation to dance                                                                        |
| Stock                   | Stock                         | 지속적인 아름다움, 행복한 삶, bonds of affection                                           |
| 해바라기                | 해바라기                      | 순수하고 고상한 생각, 숭배, 장수, 충성심                                                   |
| Sweetbrier              | Sweetbrier                    | Simplicity                                                                                 |
| Sweetpea                | Sweetpea                      | 감사, 상냥함, 이별                                                                         |
| Tansy                   | Tansy                         | 당신에게 전쟁을 선포합니다                                                                 |
| Thistle                 | Thistle                       | Nobility, endurance, warning                                                               |
| Thorn-apple             | Thorn-apple                   | 변장                                                                                       |
| 백리향                  | 백리향                        | 용기, 절약                                                                                 |
| Tulip-tree              | Tulip-tree                    | 명성                                                                                       |
| 튤립                    | 빨강                          | 영원한 사랑, 열정, 완벽한 사랑                                                             |
| 튤립                    | 분홍                          | 배려, 소망, 우정, Joyful Occasions, 자신감                                                 |
| 튤립                    | 보라                          | 귀족 / 왕족, 중생, 부활, 봄                                                                |
| 튤립                    | 하양                          | 용서, 기억, 가치, 성실                                                                     |
| 튤립                    | 노랑                          | 즐거운 생각, 햇살, 희망                                                                    |
| 튤립                    | 파랑                          | 존중, 평온, 신뢰                                                                           |
| 튤립                    | 주황                          | 이해, 감사, 진정한 사랑                                                                    |
| 튤립                    | 검정                          | Power, Strength, 최고의 우아함                                                             |
| 튤립                    | variegated                    | 아름다운 눈                                                                                |
| Valerian                | Valerian                      | 준비                                                                                       |
| 버베인                  | 버베인                        | 나를 위해 기도해, 악으로부터 보호해줘                                                      |
| 제비꽃                  | 파랑                          | 충실함                                                                                     |
| 제비꽃                  | 보라                          | 백일몽, Love between two women                                                             |
| 제비꽃                  | 하양                          | 겸손함                                                                                     |
| Winged seeds (any kind) | Winged seeds (any kind)       | 전령                                                                                       |
| Wisteria                | Wisteria                      | 반가움                                                                                     |
| Witch-hazel             | Witch-hazel                   | 마법 주문                                                                                  |
| Wheat                   | Wheat                         | 부와 번영                                                                                  |
| Wolfsbane               | Wolfsbane                     | 염세주의                                                                                   |
| Wormwood                | Wormwood                      | 부재, 쓰라린 슬픔                                                                          |
| Yarrow                  | Yarrow                        | 힐링, 영감                                                                                 |
| 일랑일랑                | 일랑일랑                      | 끝없는 사랑                                                                                |
| Zinnia                  | Zinnia                        | 당신을 생각하며; 결석한 친구를 기억하며, 감성                                              |

## 같이 보기
- 탄생화
- 꽃말
- 인간의 식물 사용
- 하나코토바
- 나라꽃